# Kapczy Zoltán
Kapczy Zoltán, teljes nevén: Kapczy Zoltán Sándor, (Pest, 1851. május 11. – Pécel, 1876. szeptember 1.) végzett jogász.

## Élete
Kapczy Tamás pesti ügyvéd és Tanárky Borbála fiaként született. Mint jogász különösen a gyorsírással is foglalkozott. A 6. császári és királyi huszárezred őrmestere volt. Huszonöt éves korában hunyt el Pécelen, tüdősorvadásban.

## Munkája
- A gyorsírás fejlődésének és irodalmának rövid vázlata. Győr, 1876.